# Северный Калимантан

Топографическая карта Северного Калимантана

Се́верный Калиманта́н (индон. Kalimantan Utara) — провинция Индонезии, расположенная на острове Калимантан и ряде небольших близлежащих островов. Население, по переписи 2020 года, составляет 701 814 человек. Площадь — 75 467,70 км².
Создана в октябре 2012 года за счёт выделения части территории из состава провинции Восточный Калимантан. В её составе — 4 округа и 1 городской муниципалитет. Административный центр — Танджунгселор, крупнейший экономический и инфраструктурный центр — Таракан.
Этноконфессиональный состав населения весьма разнообразен. Основную его часть составляют представители различных даякских народов, банджары, сулу и яванцы. Относительное большинство населения — мусульмане-сунниты, однако имеются и достаточно многочисленные общины христиан — как протестантов, так и католиков.
Западная часть провинции преимущественно гориста, восточная — равнинна. Значительная часть территории покрыта джунглями, имеется множество рек. Природа провинции отличается большим разнообразием, встречаются представители многих редких биологических видов. Здесь находится один из крупнейших национальных парков Юго-Восточной Азии — Каян Ментаранг.
Основными отраслями местной экономики являются нефте- и газодобыча, нефтепереработка, лесная промышленность и рыболовство. На острове Таракан имеется международный аэропорт.

## История

### Доколониальный и колониальный периоды
Исторически территория провинции была зоной расселения различных даякских народностей и малайцев, причём последние издавна оказывали существенное культурное влияние на первых. Процесс малаизации местных даяков стал важнейшим фактором этногенеза таких этногрупп, как муруты и тидунги. В некоторых других случаях он приводил к тому, что малайцы занимали место наследственной племенной верхушки в общностях, остававшихся в целом даякскими. К началу первого тысячелетия нашей эры социальная структура некоторых из местных этнических сообществ была уже достаточно сложной, что даёт основание некоторым индонезийским исследователям говорить о формировании здесь в этот период институтов государственности. Так, в индонезийской историографии существует точка зрения, в соответствии с которой первое государство на землях нынешнего Северного Калимантана было создано в 1076 году тидунгами. Вместе с тем дефицит достоверных сведений об этом формировании, центр которого изначально находился, очевидно, на острове Таракан, а позднее переместился на Калимантан, оставляет место для сомнений насчёт того, было ли оно действительно полноценным государством, либо же представляло собой — по крайней мере, на раннем этапе — некое догосударственное племенное объединение.

Флаг султаната Булунган, существовавшего на территории провинции в 1731—1964 годах

Первым достоверно установленным государственным образованием, располагавшимся здесь (частично — также на территории нынешней провинции Восточный Калимантан), был султанат Бера́у (индон. Berau), основанный в 1377 году на побережье моря Сулавеси. С XVI века в соперничество за эти земли вступили три влиятельных сопредельных султаната: южнокалимантанский Банджармасин и занимавшие северо-восточную часть острова Сулу и Бруней — в разные периоды они расширяли свои владения за счёт территорий нынешнего Северного Калимантана либо подчиняли местные государственные образования своему влиянию. Так, Берау со временем оказался в вассальной зависимости от султанов Банджармасина, а отколовшийся от него в 1731 году султанат Булу́нган был в короткие сроки подчинён правителями Сулу.
В первой половине XVIII века началось освоение прилегающих территорий Калимантана нидерландскими колонизаторами. Основные усилия Нидерландской Ост-Индской компании (НОИК) были направлены на подчинение Банджармасина, который в тот период находился на пике своего могущества и, в отличие от многих других государств этой части Малайского архипелага, отказывался от сотрудничества с европейцами на их условиях. В 1787 году в обмен на помощь голландцев в борьбе с претендентами на престол банджармасинский султан вынужден был признать себя вассалом НОИК. Среди владений султана, фигурировавших в соответствующем неравноправном соглашении, были Берау и Булунган.
Голландцы приступили к созданию опорных пунктов на подвластных Банджармасину территориях, однако уже в 1797 году были вынуждены оставить их из-за конфликта с местным населением. Восстановить своё присутствие в этой части Калимантана им удалось лишь в 1826 году, после заключения соглашения о протекторате Гааги над Банджармасином: к тому моменту НОИК уже не существовало, и колонизация Ост-Индии осуществлялась непосредственно правительством Нидерландов.

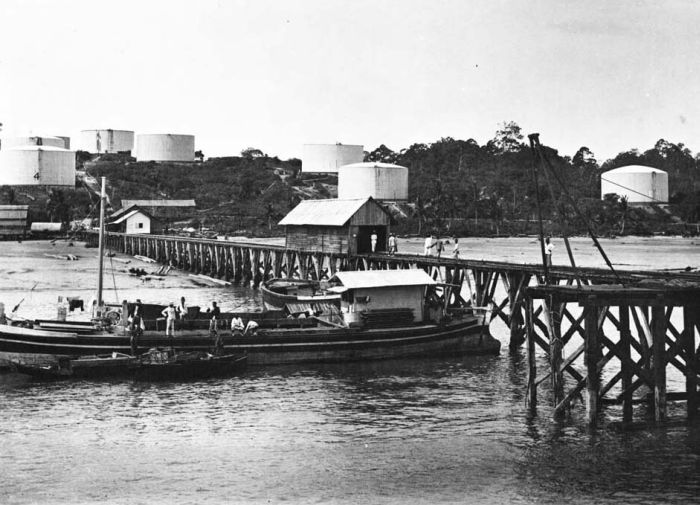
Нефтеналивной порт Таракана. Начало XX века

К ускоренному закреплению позиций на восточнокалимантанском побережье голландцев подтолкнула британская колониальная экспансия в смежных районах острова: в конце 1830-х годов Джеймс Брук приступил к покорению Саравака, а в 1844 году другой британский авантюрист Джеймс Эрскин Мюррей (англ. James Erskine Murray) предпринял экспедицию в султанат Кутай. К 1850 году Гааге удалось заключить соглашения о протекторате со всеми государственными образованиями, находившимися в восточной части нынешнего индонезийского Калимантана, в том числе с теми, которые полностью или частично располагались на территории провинции Северный Калимантан: султанатами Булунган, Гунунг-Табур и Самбалиунг — последние два образовались в 1810-е годы в результате раскола Берау. Тем не менее, реальное голландское присутствие на этих территориях ещё долгое время было весьма незначительным, что позволяло соседним феодальным образованиям оказывать ощутимое влияние по крайней мере на часть из них. Так, Булунган сохранял зависимость от султаната Сулу до 1878 года, когда было подписано испано-британское соглашение о разграничении колониальных владений в Юго-Восточной Азии. Окончательное установление фактического контроля голландцев над внутренними районами провинции относится к 1900-м годам — периоду, когда владения Нидерландской Ост-Индии были распространены на всю территории современной Индонезии, а делимитация границ колониальных владений Нидерландов и Великобритании на северо-востоке Калимантана была завершена только в 1915 году. К этому же времени относится открытие и начало разработки нефтяных месторождений в северо-восточной части нынешней провинции, в частности, на острове Таракан, которые в короткий срок стали одним из важнейшим источников нефти в колонии.

### Период японской оккупации и становления независимости Индонезии
В период Второй мировой войны эта территория оказалась первым районом голландских ост-индских владений, в который вторглись войска Японии, — это было связано с заинтересованностью Токио в скорейшем овладении здешними нефтепромыслами. Произошедшее 10—11 января 1942 года сражение за остров Таракан стало одним из наиболее ожесточённых боестолкновений операции в Нидерландской Ост-Индии. Гарнизон Королевской нидерландской ост-индской армии проигнорировал японский ультиматум с требованиями сдачи нефтедобывающей инфраструктуры в неповреждённом виде и капитулировал только после уничтожения значительной её части — в результате все пленные были казнены. К февралю 1942 года вся территория нынешней провинции контролировалась японцами. Позднее она, как и бо́льшая часть территории центральной и восточной Индонезии, была отнесена к зоне оккупации 2-го флота Японии.

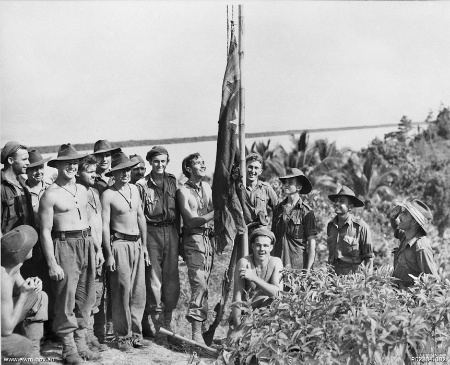
Австралийские солдаты поднимают флаг на первом захваченном ими плацдарме на Таракане. 1 мая 1945 года

Японцам удалось достаточно быстро восстановить, а затем и существенно развить нефтедобывающие мощности Таракана: если в 1941 году, при голландцах, объём ежемесячной добычи составлял порядка 80 тысяч баррелей, то к началу 1944 года он был доведён до 350 тысяч баррелей. На острове был дислоцирован крупный гарнизон, снабжение которого продовольствием вызвало массовый голод среди местного населения. Сюда, а также на некоторые другие территории, входящие в настоящее время в состав Северного Калимантана, с Явы перебрасывались ромуся для работ на нефтепромыслах и строительстве оборонительных сооружений, а также женщины для организации «станций утешения».
В 1945 году эта часть Калимантана опять же стала первой из территорий острова, освобождённых от японской оккупации в ходе военной кампании, начавшейся в мае 1945 года. Зоной наиболее ожесточённых боёв вновь стал Таракан: организованное сопротивление японцев австрало-нидерландским силам продолжалось более шести недель.
Австралийские войска находились на территории Северного Калимантана в течение полугода после завершения боевых действий. К началу 1946 года здесь были восстановлены структуры голландской колониальной администрации. Вскоре эти земли были включены в состав созданного при поддержке Нидерландов марионеточного государства Восточный Калимантан (индон. Negara Kalimantan Timur) — одного из немногих квази-независимых территориальных образований, оставшихся в тот период за рамками Соединённых Штатов Индонезии. Существование государства Восточный Калимантан оказалось непродолжительным — в апреле 1950 года оно вошло в состав Республики Индонезии.

### В составе Индонезии

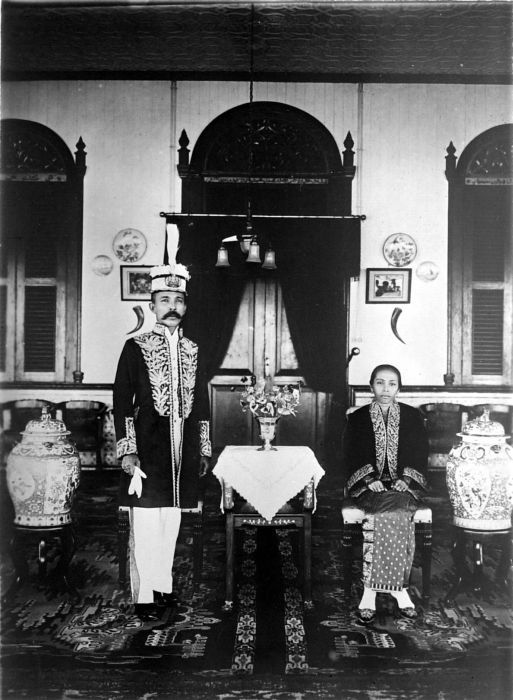
Султан Маулана Джалалуддин, последний правитель Булунгана

Изначально эта территория входила в состав провинции Калимантан, охватывавшей всю индонезийскую часть острова, а после раздела последней в 1956 году вошла в состав провинции Восточный Калимантан. Примечательно, что находившиеся здесь султанаты Самбалиунг, Гунунг-Табур и Булунган некоторое время продолжали формально существовать в статусе автономных территориальных единиц в составе провинции, хотя полномочия их правителей были значительно урезаны. Первые два были официально ликвидированы в 1950-е годы, Булунган же прекратил существование в 1964 году после гибели всей султанской семьи от рук левых экстремистов.
Планы по выделению северной части Восточного Калимантана в отдельную провинцию стали озвучиваться в 2000-е годы в контексте курса на децентрализацию государственной власти и разукрупнение административно-территориального деления страны. Практическая проработка вопроса началась в 2011 году. В министерстве внутренних дел Индонезии и профильной комиссии Совета народных представителей (СНП) такая мера мотивировалась необходимостью улучшения административного, полицейского и таможенного контроля над данными районами, а также ускорения их социально-экономического и инфраструктурного развития. Особо акцентировался пограничный фактор. Так, по заявлению председателя упомянутой комиссии СНП Агуна Гунанджара (индон. Agun Gunanjar), выделение северной части Восточного Калимантана в отдельную провинцию призвано укрепить суверенитет Индонезии над приграничными с Малайзией районами и предотвратить возникновение территориальных конфликтов, подобных спору о принадлежности островов Сипадан и Лигитан, решённому в 2002 году Международным судом ООН в пользу Малайзии.
25 октября 2012 года Совет народных представителей в ходе пленарного заседания одобрил законопроект о формировании провинции Северный Калимантан. 16 ноября 2012 года соответствующий закон вступил в силу после его подписания президентом страны Сусило Бамбангом Юдойоно под официальным названием «Закон № 20 от 2012 года о формировании провинции Северный Калимантан».

## Физико-географическая характеристика

### Географическое положение и рельеф
Провинция располагается в северо-восточной части индонезийской территории острова Калимантан, выходит к морю Сулавеси. На севере и западе граничит с территорией Восточной Малайзии (северный участок границы приходится на штат Сабах, западный — на штат Саравак), на юге — с индонезийской провинцией Восточный Калимантан. Общая протяжённость приходящегося на провинцию участка государственной границы составляет 1038 км. Несколько её небольших отрезков по состоянию на 2016 год остаются предметом спора между Индонезией и Малайзией.
Имея площадь 75 467, 70 км², занимает по этому показателю 8 место из 34 провинций Индонезии и составляет 3,95 % территории страны.

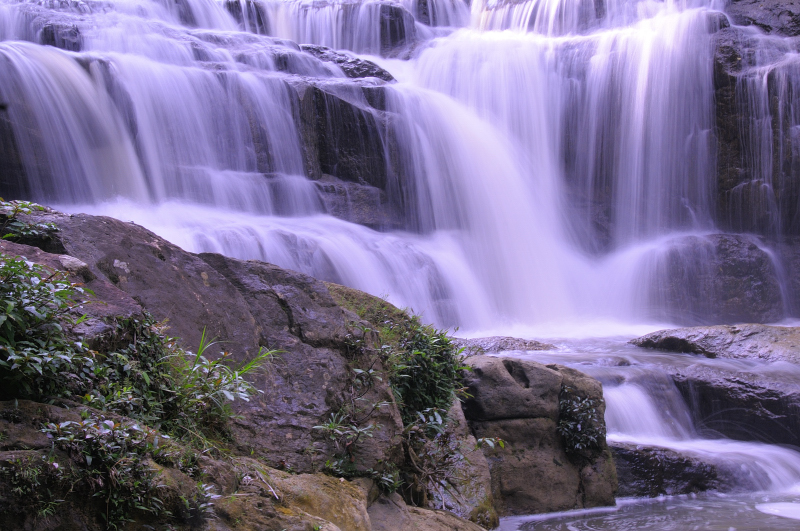
Водопад Идаман на одном из рукавов реки Каян в черте города Танджунгселор

Восточная часть провинции в основном равнинна, западная — гориста: здесь находятся значительные части горных хребтов Иран и Апо-Дуат. Средняя высота территории Северного Калимантана над уровнем моря — 56 метров. Высота самой высокой горной вершины — Бату-Джумак (индон. Batu Jumak), находящейся в южной части провинции, — составляет 2250 метров.
Северокалимантанский участок побережья моря Сулавеси сильно изрезан. В состав провинции входит множество небольших островов, расположенных в речных дельтах и в море у побережья Калимантана. Наиболее значительные по площади острова — Нунукан, Таракан, Бунью, а также Себатик, северная часть которого принадлежит Малайзии.

### Климат
Климат, как и на большей части Малайского архипелага, экваториальный с двумя характерными сезонами: сухим, продолжающимся обычно с мая по октябрь, и дождливым — обычно с ноября по апрель. Температурный режим на территории провинции достаточно равномерен: среднегодовая температура — около +27,7 °C, среднегодовой температурный максимум — +32,6 °C, среднегодовой минимум — +23,9 °C. Среднегодовой показатель относительной влажности воздуха в разных районах также колеблется незначительно — в пределах 81 % — 84 %, хотя показатели среднегодового минимума достаточно различны — от 51 % на острове Нунукан в северо-восточной части провинции до 77 % в её административном центре Танджунгселоре. Среднегодовой объём атмосферных осадков составляет порядка 2500 мм. Наибольшей интенсивности дожди обычно достигают в январе — феврале, наименьшей — в июне.

### Природные условия

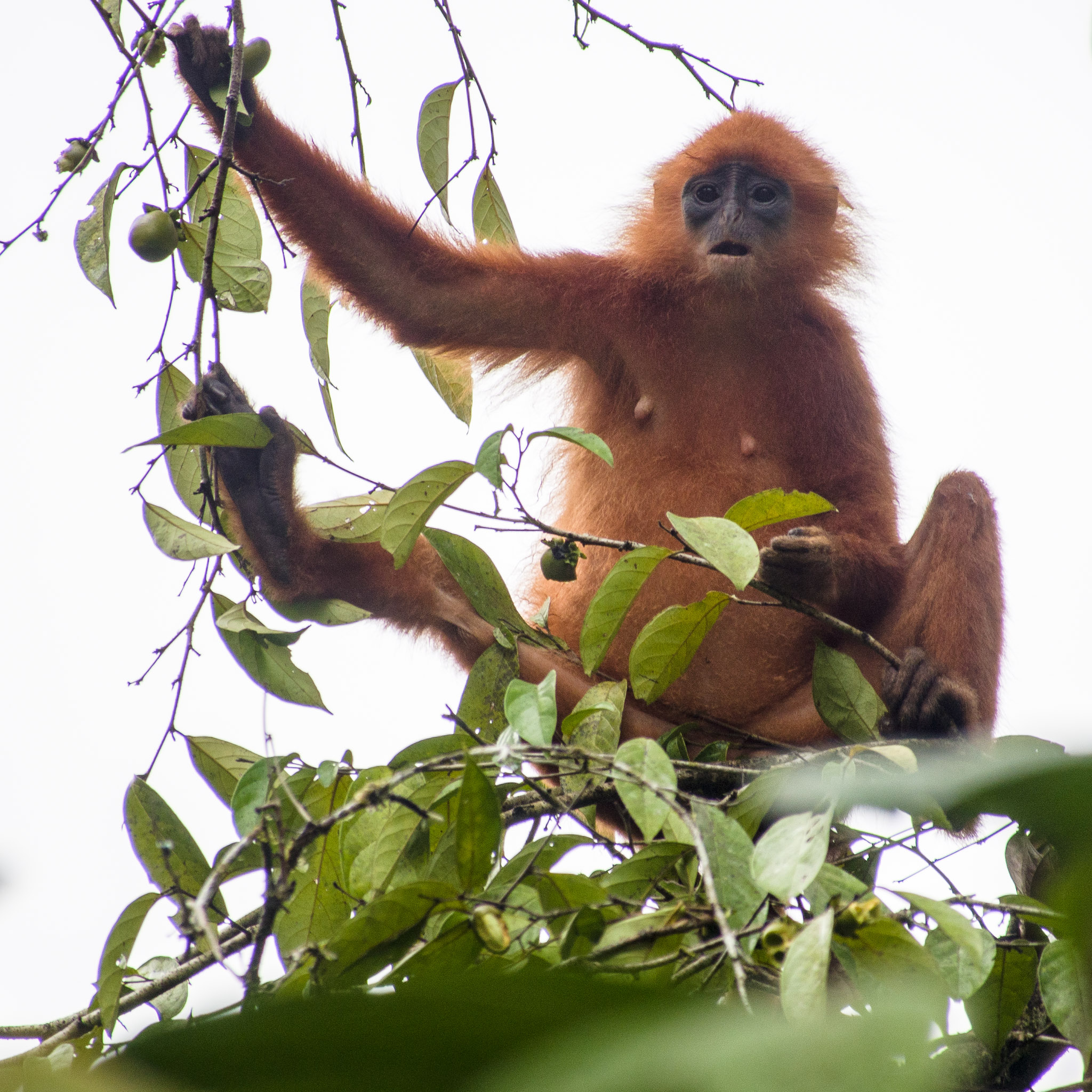
Красный лангур — представитель одного из редких видов, обитающих на территории Северного Калимантана

Значительная часть территории занята джунглями: на западе и юго-западе располагаются борнейские горные дождевые леса, в центре находятся борнейские равнинные дождевые леса, вдоль побережья простираются леса керангас, борнейские торфяные заболоченные леса и мангровые заросли. Много полноводных рек, текущих в основном в направлении с запада на восток. В гористой местности реки образуют пороги, водопады, при впадении в море — разветвлённые, местами заболоченные дельты. Наиболее крупные реки — Сембакунг, Сесаяп, Себуку, Секатак, Каян, Бахау, Малинау.
На территории провинции находятся многие из наименее затронутых цивилизацией районов Калимантана. Местные флора и фауна весьма богаты и разнообразны. Здесь встречаются, в частности, такие редкие, уязвимые или вымирающие виды, как борнейский слон, калимантанский орангутан, гиббон Мюллера, носач, гололобый и красный лангуры, калимантанская кошка, кистеухая белка, калимантанский безухий варан. Среди растений особым разнообразием отличаются орхидеи.
На Северном Калимантане находится национальный парк Каян Ментаранг: занимая площадь более 13,6 тыс. км² (почти пятая часть площади провинции), он является одним из крупнейших национальных парков Юго-Восточной Азии и крупнейшим из сугубо наземных национальных парков этого региона планеты. Расположенный в горной местности в восточной части провинции, он непосредственно примыкает к границе с малайзийским штатом Саравак. Эта охраняемая природная территория была учреждена в 1980 году как заповедник, однако в 1996 году индонезийские власти понизили её статус до уровня национального парка. Соответствующее решение было принято по просьбам местного населения о разрешении здесь ограниченной хозяйственной деятельности (в границах Каян-Ментаранга проживает около 25 тысяч человек — в основном представителей даякских племён, сохраняющих традиционный жизненный уклад). В национальном парке водятся представители большинства вышеупомянутых редких видов. Прорабатывается программа по реинтродукции на данной территории борнейского слона.
Растущий ущерб местной природе наносят браконьерство, незаконная вырубка леса и некоторые другие виды хозяйственной деятельности человека, сопряжённые с экологическими издержками. Индонезийские власти рассчитывают, что создание провинции Северный Калимантан и становление её административных структур позволит обеспечить бо́льшую эффективность природоохранных мер в этой части страны.

## Административное устройство

### Правовой статус и административное деление

Административная карта провинции Северный Калимантан
1. Округ Малинау
2. Округ Нунукан
3. Округ Тана-Тидунг
4. Округ Булунган
5. Муниципалитет Таракан

Северный Калимантан является одной из 32 провинций Индонезии (ещё две административно-территориальные единицы страны — особые округа Джакарта и Джокьякарта — имеют равный с провинциями статус). Его административное устройство регулируется Законом № 20 от 2012 года о формировании провинции Северный Калимантан, вступившим в силу 16 ноября 2012 года. Предусмотренный законом процесс формирования административных структур провинции был в основном завершён к концу 2013 года. На делимитацию границы с соседней провинцией Восточный Калимантан, а также внутренних административных границ провинции отведён пятилетний срок — до ноября 2017 года.
В составе провинции четыре округа — Булунган, Малинау, Нунукан и Тана-Тидунг, а также один городской муниципалитет — Таракан, имеющий равный статус с округами. В составе округов и муниципалитета 47 районов, в составе которых, в свою очередь, 473 административные единицы низшего уровня — деревни и поселения.
Административный центр провинции — Танджунгселор, расположенный в округе Булунган и являющийся по совместительству административным центром последнего.
| Название округа/муниципалитета | Административный центр | Количество районов |
| ------------------------------ | ---------------------- | ------------------ |
| Булунган                       | Танджунгселор          | 10                 |
| Малинау                        | Mалинау                | 15                 |
| Нунукан                        | Нунукан                | 15                 |
| Тана-Тидунг                    | Тиденг-Пале            | 3                  |
| Таракан                        | Таракан                | 4                  |

### Местные власти
Северный Калимантан, как и все провинции Индонезии, возглавляется губернатором, который формирует местную администрацию. В соответствии с Законом Республики Индонезии № 32 от 2004 года, губернатор и его единственный заместитель избираются в ходе прямых выборов, проводимых раз в 5 лет. 12 февраля 2016 года в должности губернатора и вице-губернатора Северного Калимантана по итогам первых в истории провинции выборов вступили, соответственно, Ириа́нто Ла́мбри и Уди́н Хиа́нгио). До того Ирианто Ламбри в течение трёх лет возглавлял провинцию в статусе и. о. губернатора, который был присвоен ему распоряжением министра внутренних дел Индонезии.

Герб Провинции Северный Калимантан

Законодательную власть осуществляет однопалатный Провинциальный совет народных представителей в составе 115 депутатов, которые также избираются жителями путём прямых выборов и имеют пятилетний срок полномочий. Нынешний, первый состав совета сформирован по итогам выборов, которые состоялись в апреле 2014 года одновременно с очередными всеобщими парламентскими выборами. В совете представлены фракции 12 политических партий. Его спикером является Мартэ́н Сабло́н (индон. Marthen Sablon), избранный на эту должность 30 марта 2015 года. Депутатами сформировано четыре постоянно действующих комитета и несколько непостоянных комиссий.

### Герб провинции
В соответствии с действующим законодательным актом герб провинции имеет форму щита, пятиугольная форма которого символизирует верность пяти принципам Панча Сила — государственной идеологии Индонезии. Золотая пятиконечная звезда во главе щита символизирует веру в единого Бога — первый из пяти принципов Панча Сила. Расположенная под звездой белая лента содержит надпись на индонезийском языке чёрными прописными буквами «KALIMANTAN UTARA», что означает «Северный Калимантан». Врата, образованные двумя государственными флагами, символизируют принадлежность провинции Республике Индонезии. Внутри врат — копьё и паранг, скрещённые на фоне щита, украшенного узорами, традиционными для даяков, булунганов и тидунгов: это вооружение символизирует традиционную культуру коренных народов в провинции, а также их единство, согласие и готовность противостоять любым вызовам. Обрамляющие врата из флагов рисовый побег и веточка хлопка символизируют всеобщую социальную справедливость — четвёртый из принципов Панча Сила. Ниже — лазоревые волны, символизирующие море, омывающее берег провинции, перемежаемые четырьмя белыми волнами, которые, в свою очередь, символизируют четыре крупнейшие реки провинции — Каян, Сесаяп, Сембакунг и Себуку. Под волнами на лазоревом фоне золотая лента с надписью на булунганском языке, сделанной чёрными прописными буквами: «BENUANTA» — «Наш край».

## Население

### Численность, расселение, гендерный состав
Население, по переписи 2020 года, составляет 701 814 человек — таким образом, Северный Калимантан является наименее населённой провинцией Индонезии. Также последнее место среди 34 провинций страны он занимает и по плотности населения — она составляет около 9 человек на км² при общенациональном показателе на уровне более 130 человек на км². При этом население провинции распределено весьма неравномерно: прибрежные районы заселены значительно плотнее, чем внутренние. Наиболее густонаселённым является муниципалитет Таракан (более 939 человек на км²), наименьшая плотность населения зарегистрирована в округе Малинау
(около 1,8 человек на км²).
| Название округа/муниципалитета | Население (чел., 2015 г.) | Площадь (км²) | Плотность (чел./км²) |
| ------------------------------ | ------------------------- | ------------- | -------------------- |
| Булунган                       | 129 381                   | 13 925,72     | 9,3                  |
| Малинау                        | 77 492                    | 42 620,70     | 1,8                  |
| Нунукан                        | 177 607                   | 13 841,90     | 12,8                 |
| Тана-Тидунг                    | 21 891                    | 4 828,58      | 4,5                  |
| Таракан                        | 235 565                   | 250,80        | 939,3                |
| Итого/в среднем                | 641 936                   | 75 467,70     | 8,5                  |

Темпы роста населения в Северном Калимантане значительно опережают общенациональные. В среднем по провинции они составляют порядка 3,8 % в год, в Тана-Тидунг же превышают 7 % в год (против 1,1 % общенациональных). Характерно заметное превалирование мужского населения над женским: показатель соотношения полов колеблется от 1,1 для Таракана до более 1,23 для Тана-Тидунг, составляя в среднем по провинции 1,13 (против 1,01 на общенациональном уровне).

### Этноконфессиональный состав

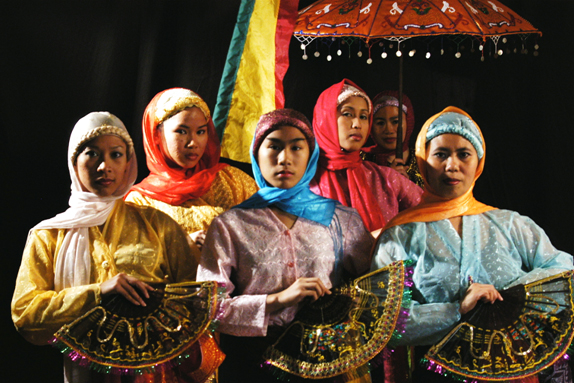
Женщины народности сулу

Этнический состав населения весьма разнообразен. Основную часть жителей провинции составляют представители коренных калимантанских народностей и этнических групп — булунганы, тидунги, даяки, банджары, бугисы, сулу. При этом достаточно существенна доля — особенно среди городского населения — яванцев и сунданцев, основная часть которых является переселенцами либо потомками переселенцев, направлявшихся на эти территории в рамках масштабных трансмиграционных программ, осуществлявшихся как голландской колониальной администрацией в 1900-е годы, так и властями независимой Индонезии в 1950—90-е годы. Кроме того, в городах проживают общины индонезийских китайцев.
Относительное большинство населения исповедует ислам суннитского толка, однако имеются и весьма многочисленные общины христиан — как католиков, так и протестантов, а также небольшое количество представителей других вероисповеданий. Так, по данным 2015 года о приверженности исламу заявило 275 764 человека, протестантизму — 111 233 человека, католицизму — 31 961 человек, буддизму — 1224 человека и индуизму — 243 человека. В провинции зарегистрировано 337 мечетей и 251 мусалла, 430 протестантских и 117 католических церквей, 3 буддистских и 2 индуистских храма.
Бо́льшая часть взрослого населения провинции владеет государственным языком страны — индонезийским. При этом на бытовом уровне широко распространено использование местных языков.

## Экономика

### Общее состояние, основные показатели
Северный Калимантан относится к числу наименее развитых в экономическом отношении провинций Индонезии. Объёмы добычи и переработки нефти, которые долгое время имели общенациональное значение, с конца XX столетия неуклонно снижаются, и на роль ключевых отраслей местного хозяйства постепенно выходят лесная промышленность и рыболовство, имеющие развитие, соответственно, во внутренних и в прибрежных районах провинции.
В 2015 году объём местного валового регионального продукта составил около 62,82 трлн индонезийских рупий (более 4,563 млрд долл. США по курсу на конец года). Годовые темпы роста ВРП составили около 5,3 % против 4,8 % общенационального показателя 2015 года. В предыдущие годы темпы роста были несколько выше — аналогично общенациональным показателям.
| Отрасль экономики                               | Доля в ВРП провинции (%) |
| ----------------------------------------------- | ------------------------ |
| Добывающая промышленность                       | 28,05                    |
| Сельское хозяйство, рыболовство и лесозаготовки | 17,06                    |
| Строительство                                   | 12,02                    |
| Торговля                                        | 10,40                    |
| Обрабатывающая промышленность                   | 9,73                     |
| Транспорт и логистика                           | 6,29                     |

Безработица в 2015 году была зарегистрирована на уровне 5,68 от трудоспособного населения — чуть ниже общенационального показателя. Среди женщин уровень безработицы был немного выше, чем среди мужчин, — 6,56 % против 5,31 %.
Важной отличительной чертой местной экономики являются традиционно сильные экономические связи с соседней Малайзией. Заготовка древесины и других возобновляемых природных ресурсов, лов рыбы в прибрежных водах осуществляется в основном малайзийскими компаниями или их местными подрядчиками. В приграничных районах отмечается хождение малайзийского ринггита наряду с индонезийской рупией. По замыслу индонезийских властей создание провинции призвано ускорить интеграцию этих территорий в систему национальной экономики и ограничить здесь влияние Малайзии.

### Промышленность
Основной объём промышленного сектора обеспечивают добывающие отрасли, главной среди которых исторически являются нефте- и газодобыча. С начала XX века центром местной нефтедобычи был остров Таракан, однако к концу столетия здешние месторождения в значительной степени истощились: по прогнозам некоторых специалистов, они могут быть полностью выработаны к 2020 году. Вместе с тем местные власти, а также руководство действующих здесь индонезийских нефтяных компаний Pertamina и MedcoEnergi не оставляют надежду разведать на острове и окружающем его шельфе новые запасы нефти: в 2013 году объявлено о планах кардинальной модернизации местной нефтяной промышленности за счёт привлечения внутренних и зарубежных инвестиций. Имеется в виду обеспечить стабильную добычу по меньшей мере из 1346 имеющихся здесь скважин, многие из которых в настоящее время пребывают в заброшенном состоянии. Пока же в результате резкого снижения объёмов добычи на Таракане центр нефтедобывающей провинции всё более смещается в округ Булунган: так, из чуть более 3 млн баррелей нефти, добытых в 2013 году в провинции, более 1,7 млн баррелей приходилось на промыслы Булунгана и лишь 886 тыс. — на тараканские.
Объём добычи природного газа в 2013 году составил 1,474 млрд BTU. Более 90 % этого объёма приходится на округ Булунган, остальное — на остров Таракан.
Расширяется добыча каменного и бурого угля. Кроме того, разведаны значительные запасы известняка (около 3,18 млн тонн в 2015 году) и кварцевого песка (около 1 млрд тонн).
Обрабатывающая промышленность представлена предприятиями главным образом пищевой, нефте- и газоперерабатывающей, а также деревообрабатывающей промышленности.

### Сельское и лесное хозяйство, рыболовство
Основой сельского хозяйства традиционно является земледелие, основной сельскохозяйственной культурой — рис, который примерно в равных долях выращивается на заливных и на суходольных полях. Урожай риса в 2015 году составил около 112 тыс. тонн. Другие значимые культуры — кассава (урожай — около 39 тыс. тонн), масличная пальма (около 24 тыс. тонн масла), какао-бобы (7774 тонны), кукуруза (5430 тонн), различные каучуконосы (3084 тонны натурального каучука), батат (2851 тонна), соя (2239 тонн), кофе (1838 тонн), кокосы (1258 тонн), бананы (905 тонн), пекинская капуста (375 тонн), арахис (257 тонн), манго (222 тонны), дуриан (167 тонн), различные цитрусовые (120 тонн), маш (113 тонн), перец чили (110 тонн).
Животноводство играет второстепенную роль. Поголовье крупного рогатого скота составляет 22 189 голов (в том числе 18 763 коровы и 3426 буйволов), мелкого рогатого скота — 12 596 голов (в том числе 12 408 коз и 188 овец), свиней — 25 991 голова. Развивается птицеводство: в хозяйствах местных жителей насчитывается более 1,55 млн кур и около 32 тыс. мускусных уток.
Рыболовство активно практикуется как в морской акватории, так и на многочисленных реках, протекающих по территории провинции. Объёмы морских и речных уловов вполне сопоставимы: так, в 2015 году первый составил 14 716 тонн, второй — 10 647 тонн. Для нужд рыболовства используется 1458 моторных судов, 1006 моторных и 91 безмоторная лодка.
Лесозаготовки традиционно ведутся в весьма больших масштабах. В 2015 году было заготовлено 1 937 474 кубометра круглых лесоматериалов. При этом дальнейшая обработка лесоматериалов на территории провинции не осуществляется, они в исходном виде поставляются в другие регионы Индонезии или за рубеж.

### Внешняя торговля
Провинция играет растущую роль во внешнеторговых связях Индонезии, в частности, в их экспортной составляющей. В 2015 году объём официально зарегистрированного экспорта составил 8,992 млрд долл. США в ценах FOB. Его основными статьями были бурый уголь (на сумму 3,587 млрд долл. США), другие сорта угля (5,347 млрд долл. США), пальмовое масло (около 19 млн долл. США), рыба и морепродукты (более 3 млн долл. США). Основные объёмы вывозимой отсюда продукции поступают в Индию (на сумму 4,694 млрд долл. США), КНР (1,587 млрд долл. США), Японию (826 млн долл. США), Тайвань (706 млн долл. США), Республику Корею (385 млн долл. США), Малайзию (311 млн долл. США). При этом объём импортной продукции, поставляемой в провинцию, весьма не велик: в 2015 году он составил чуть более 35 млн долл. США, из которых 27,6 млн пришлись на Малайзию, 6,3 млн — на КНР и 1,4 млн — на Сингапур.

## Транспорт

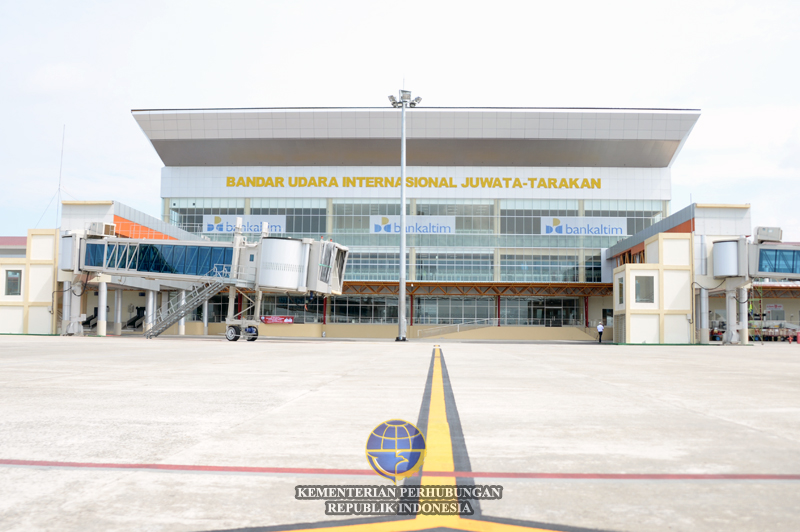
Международный аэропорт Джувата — главная воздушная гавань провинции

В плане развития транспортной инфраструктуры Северный Калимантан принадлежит к числу наименее благополучных провинций Индонезии. Общая протяжённость автомобильных дорог составляет 238 129 км, из которых только 9351 км приходится на дороги с асфальтовым покрытием, 47 402 км — на дороги с иным твёрдым покрытием и 181 376 км — на грунтовые дороги.
Состояние значительной части дорог — особенно во внутренних районах провинции — признаётся неудовлетворительным. Как местные, так и центральные власти Индонезии предпринимают усилия для наращивания темпов дорожного строительства в этой части Калимантана. Приоритетной задачей на данном направлении является прокладка шоссейной дороги вдоль границы с Малайзией длиной 1900 км, которую планируется завершить не позднее начала 2019 года.
В провинции зарегистрировано 8724 легковых автомобиля, 5508 грузовиков, 72 автобуса и 123 731 двухколёсное транспортное средство.
Главным транспортным центром провинции является Таракан. Здесь находится единственный международный аэропорт — Джувата, пассажирооборот которого превышает 1 млн человек в год, а также основной морской порт — Малундунг (индон. Malundung).

## Здравоохранение
С точки зрения здравоохранения Северный Калимантан категоризируется как одна из среднеразвитых провинций Индонезии. Ожидаемая продолжительность жизни здесь заметно превосходит общенациональный уровень — 70,2 года против 68,9 года у мужчин и 73,9 против 72,6 года у женщин (6-е место среди 34 провинций страны). Более благополучно, чем в среднем по стране, обстоит дело и с показателями младенческой (22 промилле против 29 общенациональных) и материнской смертности (174 случая на 100 000 против 240 общенациональных). В то же время местные власти признают, что подобные показатели могут не вполне соответствовать реальной ситуации в силу несовершенства статистических исследований.
На 10 000 человек населения приходится 3,6 врача (против 2,9 на общенациональном уровне). Всего в провинции зарегистрировано 230 врачей, 1303 медсестры, 698 акушеров, 144 фармацевта и 174 представителя других специальностей, задействованных в сфере здравоохранения. Имеется 8 больниц, 13 поликлиник и амбулаторий, а также 3 роддома. Кроме того, функционирует 54 медицинских пункта широкого профиля (так называемых центров общественного здравоохранения, индон. Pusat Kesehatan Masyarakat), возглавляемых дипломированным врачом, персонал которых оказывает медпомощь не менее чем по 8 направлениям; а также 268 пунктов здоровья матери и ребёнка (так называемых пунктов объединённого обслуживания (индон. Pusat Pelayanan Terpadu)), возглавляемых, как правило, фельдшером или медсестрой.
В соответствии с официальной статистикой инфекционных заболеваний, в 2015 году в провинции было зарегистрировано 3093 случая малярии, 1667 случаев лихорадки денге, 469 случаев туберкулёза, 95 случаев СПИД, 88 случаев ВИЧ-инфекции, 42 случая проказы и 17 случаев сифилиса.

## Образование и культура

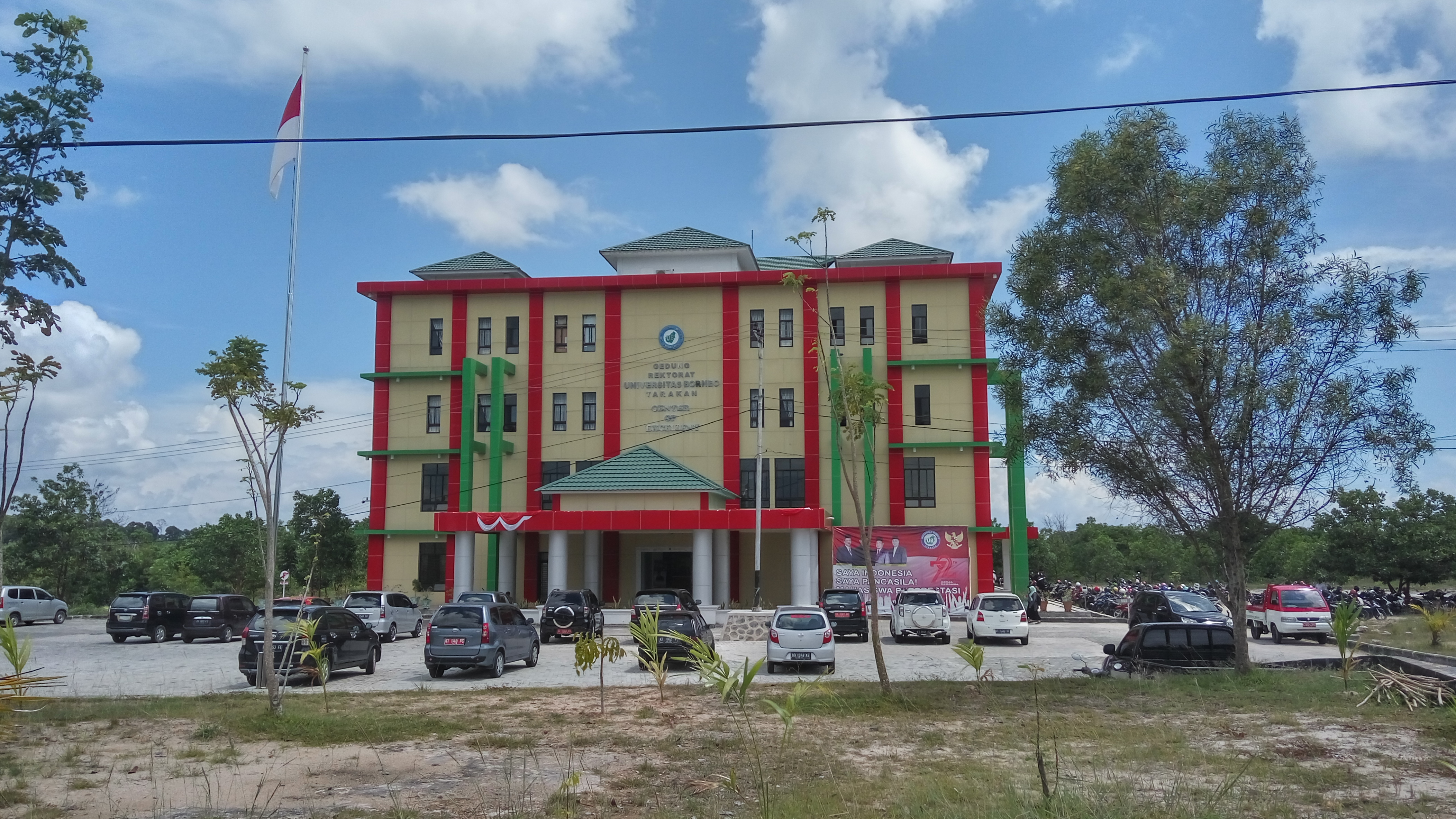
Здание ректората Университета «Борнео»

На 2015 год в Северном Калимантане имеется 451 начальная школа (1—6 классы, дети от 7 до 12 лет) с 78 156 учащимися и 5494 преподавателями, 159 средних школ первой ступени (7—9 классы, от 13 до 15 лет) с 27 556 учащимися и 2173 преподавателями, а также 57 средних школ второй ступени (10—12 классы, от 16 до 18 лет) с 15 141 учащимся и 1458 преподавателями. Единственным университетом провинции является государственный Университет «Борнео», расположенный в Таракане, который был учреждён в 1999 году. В университете сформировано 7 факультетов, численность студентов составляет более 4500 человек. Кроме того, статус вуза имеют 4 частные академии, в которых обучается в общей сложности около 2400 студентов. Общая численность профессорско-преподавательского состава вузов провинции — 311 человек, 179 из которых имеют степень магистра и 13 — степень доктора наук.
Имеется 74 общественных, 17 ведомственных и около 300 школьных библиотек.
Центром культурной жизни исторически является Таракан. В городе имеется три музея, мемориалы, посвящённые событиям Второй мировой войны, кинотеатры.

## Спорт
Спортивная инфраструктура в провинции развита достаточно слабо. Её крупнейшими объектами являются футбольные стадионы «Анди-Чочок» и «Дату-Адил», расположенные, соответственно, в Танджунгселоре и в Таракане и рассчитанные на 15 000 зрителей каждый.
По данным провинциального отделения Индонезийского национального комитета по спорту, созданного в январе 2015 года, наибольшие заделы имеются в развитии таких спортивных дисциплин, как шахматы, скалолазание, вольная борьба, тхэквондо, различные направления кемпо, парусный и мотоциклетный спорт, — с учётом того, что жители Северного Калимантана составляли значительную часть соответствующих команд Восточного Калимантана до разделения этих провинций.
В сентябре 2016 года северокалимантанские спортсмены впервые приняли участие в Национальной спортивной неделе — самом значимом спортивном мероприятии Индонезии, проводимом раз в четыре года с участием команд всех провинций страны. По итогам состязаний, проходивших в Бандунге, команда Северного Калимантана заняла в общемедальном зачёте 27-е место среди 34 провинциальных команд, завоевав 3 золотые и 3 бронзовые медали.